# Los Reyes Acaquilpan
Los Reyes Acaquilpan – miasto w Meksyku, w stanie Meksyk.